# Aeroportul Internațional Cap-Haitien
Aeroportul Internațional Cap-Haitien (IATA: CAP, ICAO: MTCH) este un aeroport din Haiti ce deservește zona Cap-Haïtien.
Situat la o altitudine de 3 m, aeroportul dispune de o singură pistă.